# Zeitschrift für anorganische und allgemeine Chemie
Die Zeitschrift für anorganische und allgemeine Chemie (abgekürzt ZAAC oder nach ISO 4 Z. Anorg. Allg. Chem.) ist eine monatlich erscheinende wissenschaftliche Fachzeitschrift, deren Erstausgabe 1892 erschien und von Gerhard Krüss begründet wurde als Zeitschrift für anorganische Chemie (Verlag Leopold Voss). Die veröffentlichten Artikel umfassen das Gebiet der anorganischen Chemie, Festkörperchemie und der Koordinationschemie.

## Hauptteil
Der Impact Factor des Journals lag 2019 bei 1,240. Damit belegte die Zeitschrift in der Statistik des Science Citation Index Rang 34 von 45 Journals in der Kategorie anorganische & Kernchemie.
Chefredakteure sind Thomas F. Fässler (TU München, ab 2015), Guodong Qian (Zhejiang University), David Scheschkewitz (Universität des Saarlandes, ab 2022) und Christian Limberg (HU Berlin, ab 2009).
Nach dem frühen Tod von Krüss 1895 waren Richard Lorenz (1895–1929) und Friedrich Wilhelm Küster Herausgeber. Bald folgte Walther Nernst, unter dem auch die Elektrochemie stärker vertreten war. 1907 kam Gustav Tammann (Herausgeber 1904 bis 1938) hinzu und die Zeitung wurde von Zeitschrift für anorganische Chemie in Zeitschrift für anorganische und allgemeine Chemie umbenannt. Tammann brachte auch Festkörperchemie und Materialwissenschaft stärker ein. Damals und bis in die 1920er Jahre wurden Beiträge ausländischer Wissenschaftler (die Zeitschrift hatte schnell eine internationale Reputation) noch ins Deutsche übersetzt (der erste englische Artikel erschien 1953). Es gab auch genaue Anleitungen für Vorlesungsexperimente in anorganischer Chemie mit Warnhinweisen.
Chefredakteur war lange Zeit (seit der Neugründung 1946 bis zu seinem Tod 1989) Günther Rienäcker, und in dieser Zeit gelang es ihm sie als gesamtdeutsche Zeitschrift zu erhalten. Ein enger Mitarbeiter von ihm und ab 1990 einer der Herausgeber war Werner Hanke. Weitere Herausgeber waren Gerhard Fritz (Herausgeber 1981 bis 1997) und Rudolf Hoppe (1981 bis 1997) sowie: Wilhelm Biltz (1930 bis 1943), Wilhelm Klemm (1939 bis 1965), Eduard Zintl (1939 bis 1941), Otto Hönigschmid (1941/42), R. Fricke (1942 bis 1950), Walter Hieber (1942 bis 1945), Ulrich Hofmann (1942 bis 45), Robert Schwarz (1942 bis 1958), Josef Goubeau (1959 bis 1980), Harald Schäfer (1966 bis 1980), Lothar Kolditz (1989/90), Welf Bronger (1997 bis 2006), Kurt Dehnicke (1997 bis 2007) und Martin Jansen (2007 bis 2014).
Nach der Wende 1990 wurde Englisch neben Deutsch auch offizielle Publikationssprache der Zeitschrift.
Verlage waren zuerst Leopold Voss (Hamburg/Leipzig), ab 1911 Johann Ambrosius Barth (Leipzig), ab 1990 Hüthig Verlagsgemeinschaft Heidelberg und ab 1998 Wiley-VCH.

## Viel zitierte Arbeiten der Zeitschrift
- A. Werner: Beitrag zur Konstitution anorganischer Verbindungen, Band 3, 1892, S. 267–330.
- W. Manchot, J. Herzog: Untersuchungen über den Reaktionsmechanismus bei der Oxydation mit gasförmigem Sauerstoff, Band 27, 1901, S. 397–419,
- W. Nernst: Zur Ermittelung chemischer Gleichgewichte aus Explosionsvorgängen II, Band 45, 1905, S. 126–131
- W. Biltz, E. Wilke‐Dörfurt: Über Sulfide des Rubidiums und Cäsiums, Band 48, 1906, S. 297–318
- R. F. Weinland, W. Hieber: Über die Konstitution der Ferrisalze der unterphosphorigen Säure, Band 106, 1919, S. 15–45
- W. Biltz, W. Klemm: Über die Elektrolytische Leitfähigkeit geschmolzenen Scandiumchlorids, Band 131, 1923, S. 22–26
- O. Hönigschmid, E. Zintl, M. Linhard: Revision des Atomgewichtes des Antimons. Analyse des Antimontrichlorids und ‐tribromids, Band 136, 1924, S. 257–282,
- G. Tammann: Die Temperatur des Beginns innerer Diffusion in Kristallen, Band 157, 1926, S. 321
- E. Zintl, J. Goubeau: Zur Kenntnis der fundamentalen Atomgewichte. V. Über die Atomgewichte von Silber, Chlor und Kalium, Band 163, 1927, S. 302–314.
- W. Hieber, F. Leutert: Über Metallcarbonyle. XII. Die Basenreaktion des Eisenpentacarbonyls und die Bildung des Eisencarbonylwasserstoffs, Band 204, 1932, S. 145–164.
- E. Zintl, H. Kaiser: Über die Fähigkeit der Elemente zur Bildung negativer Ionen, Band 211, 1933, S. 113–131
- W. Manchot, W. J. Manchot: Darstellung von Rutheniumcarbonylen und ‐nitrosylen, Band 226, 1936, S. 385–415.
- H. Schäfer, K.‐D. Dohmann: Beiträge zur Chemie der Elemente Niob und Tantal. Präparative Untersuchungen mit niederen Niobchloriden, Band 227, 1936, S. 1–16
- H. Hahn, G. Frank, W. Klingler, A.‐D. Meyer, G. Störger: Untersuchungen über ternäre Chalkogenide. V. Über einige ternäre Chalkogenide mit Chalkopyritstruktur, Band 271, 1953, S. 153–170
- H. Siebert: Kraftkonstante und Strukturchemie. V. Struktur der Sauerstoffsäuren, Band 275, 1954, S. 225–240
- H. Hahn, G. Frank, W. Klingler, A.‐D. Störger, G. Störger: Untersuchungen über ternäre Chalkogenide. VI. Über Ternäre Chalkogenide des Aluminiums, Galliums und Indiums mit Zink, Cadmium und Quecksilber, Band 279, 1955, S. 241–270.
- R. Hoppe, H. Mattauch, K. M. Rödder, W. Dähne: Xenondifluorid, XeF2, Band 1963, 324, S. 214–224.
- Chr. L. Teske, Hk. Müller‐Buschbaum: Über Erdalkalimetall‐Oxocuprate. I. Zur Kenntnis von CaCu2O3, Band 370, 1969, S. 134–143.
- B. Grande, Hk. Müller‐Buschbaum, M. Schweizer: Über Oxocuprate. XV Zur Kristallstruktur von Seltenerdmetalloxocupraten: La2CuO4, Gd2CuO4, Band 428, 1977, S. 120–124
- H. A. Hartwig: On the Structure of Bismuthsesquioxide: The α, β, γ, and δ‐phase, Band 444, 1978, S. 151–166